# Bo Burnham: Inside
Bo Burnham: Inside es un especial de comedia musical estadounidense dirigido, escrito, editado, filmado, musicalizado y protagonizado por Bo Burnham. Grabado en la casa de huéspedes de la casa de Burnham en Los Ángeles durante la pandemia de COVID-19, fue estrenado en Netflix el 30 de mayo de 2021 y en cines selectos de Estados Unidos entre el 22 y el 25 de julio. En el transcurso del especial, Bo presenta una variedad de canciones hablando sobre distintos temas, algunos sobre su vida y preocupaciones durante la pandemia. También describe cómo su salud mental está en deterioro y la relación que tiene con su audiencia. Otros segmentos tratan sobre hábitos cotidianos de internet, como llamar a su madre en FaceTime, tomar fotos para Instagram, sexteo y transmisión de juegos.
Continúa al especial anterior de Burnham, Make Happy (2016), un stand-up estrenado de forma exclusiva en Netflix. Un álbum de las canciones del especial, Inside (The Songs), fue lanzado digitalmente el 10 de junio de 2021. El especial recibió reseñas mayoritariamente positivas de los críticos, quienes elogiaron la música, dirección, cinematografía y presentación de la vida durante la pandemia. Gracias a Inside , Burnham recibió tres premios Primetime Emmy (Dirección sobresaliente para un especial de variedades , Dirección musical sobresaliente y Escritura sobresaliente para un especial de variedades), un premio Grammy (Mejor canción escrita para medios visuales por "All Eyes on Me") y un premio Peabody.

## Sinopsis
Incapaz de salir de su casa, Burnham actúa en una sola habitación. Da actualizaciones periódicas sobre el tiempo que ha pasado mientras trabajaba en el especial, mientras crecen su cabello y su barba. Después de cantar "Content" y satirizar a los comediantes blancos en "Comedy", encuentra la motivación para comenzar a hacer el especial. Interpreta "FaceTime with My Mom (Tonight)", una canción sobre las frustraciones de FaceTiming con su madre. Luego canta "How the World Works" para enseñar a los niños sobre la naturaleza, pero un títere de calcetín que Burnham presenta comienza a cantar sobre varios temas controvertidos, incluido el genocidio y la explotación laboral, antes de criticar a Burnham por explicar los problemas desde su perspectiva.
En una parodia de un consultor de marca de productos, Burnham habla de las empresas que necesitan realizar virtudes morales. Canta "White Woman's Instagram" sobre los tropos de Instagram. En un formato de stand up, cuestiona la necesidad de que cada individuo exprese sus opiniones. Burnham graba una reacción de video a "Unpaid Intern", su breve canción sobre la disponibilidad de pasantías no remuneradas , pero comienza a reaccionar a un bucle multiplicador de él mismo grabando el video de reacción. Luego canta "Bezos I", que elogia sarcásticamente al gran empresario estadounidense Jeff Bezos .
Burnham canta sobre el sexteo en una canción del mismo nombre antes de parodiar un típico video de agradecimiento de youTuber mientras sostiene un cuchillo. Realiza "Look Who's Inside Again" y "Problematic", este último aborda el comportamiento de su pasado cuando era un niño. rompe la cuarta pared unos minutos antes de cumplir 30 años, revelando que esperaba terminar el especial antes de esta fecha y como acto seguido canta "30", en el que lamenta su envejecimiento. La canción termina con él diciendo que suicidará cuando tenga 40 años y, luego de la canción, insiste a los espectadores a no suicidarse.
Después de un intermedio en el que limpia la cámara, Burnham pregunta irónicamente a la audiencia qué piensan del especial de "Don't Wanna Know". Posteriormente, juega un juego que consiste en él mismo llorando en su habitación mientras su yo streamer proporciona comentarios. Luego canta la canción irónicamente optimista "Shit" sobre un episodio depresivo, tras lo cual describe estar en "All Time Low" (todo el tiempo decaído) en su salud mental. En "Welcome to the internet", analiza los orígenes y la naturaleza cambiante de Internet, animando al espectador a interactuar con diversos tipos de contenido, algunos optimistas y otros morbosos. Luego de admitir que no quiere terminar el especial porque entonces no tendrá nada que lo distraiga, satiriza nuevamente a Bezos en "Bezos II", y luego realiza "That Funny Feeling", que describe una serie de imágenes incongruentes y un inminente colapso social.
Intenta hablar con el espectador en "All Eyes On Me", Burnham canta para una pista pregrabada de una audiencia con una voz modificada que suena más grave y seria; revela que se alejó de la comedia en vivo cinco años antes porque comenzó a sufrir severos ataques de pánico en el escenario, y que su salud mental había mejorado lo suficiente para enero de 2020 como para regresar antes de que "sucediera lo más divertido". La canción instruye a la audiencia a levantarse y alternativamente levantar las manos y orar por él. Enfadado con el espectador, toma la cámara y baila con ella hasta que deja que se caiga al piso.
Después de realizar las actividades normales de la mañana y ver imágenes de la escena anterior en su computadora portátil, Burnham dice que está "terminado". Un flashback lo muestra con un peinado y una barba más cortos, y canta "Goodbye", en el que reflexiona sobre su vida; la escena vuelve a su yo barbudo y de pelo más largo durante la canción, que incorpora varias letras de canciones anteriores. Un montaje muestra a Burnham preparando la habitación para cada canción del especial, antes de cortarse a sí mismo actuando desnudo con un foco sobre él. Después de la canción, sale de la habitación con un traje blanco, solo para ser bloqueado mientras una audiencia invisible aplaude y luego se ríen de él por intentar volver a entrar. De vuelta en la habitación, mira imágenes de esto en su proyector mientras la risa de la audiencia se hace más fuerte y comienza a sonreír, dejando el final del especial.

## Producción
Inside se filmó entre marzo de 2020 y mayo de 2021 en la casa de huéspedes de la casa que Burnham habitó con su novia, la cineasta Lorene Scafaria, antes de mudarse a una propiedad diferente meses después del estreno del especial. Debido a la pandemia de COVID-19, Burnham trabajó solo sin equipo ni audiencia.

## Estreno
Burnham anunció Inside el 28 de abril de 2021 y el 21 de mayo anunció que el especial iba a ser estrenado el 30 de mayo en Netflix. El especial se estrenó sin un kit de prensa o imágenes publicitarias. También se exhibió en cines selectos de Estados Unidos entre el 22 y el 25 de julio de 2021.